# スーパーバイザー
スーパーバイザー（英語: supervisor）とは、監督者や管理者のこと。役職・肩書として使われるケースが多く、日本ではSVと略されることがある。コンピュータ分野ではスーパバイザー、スーパバイザ、スーパーバイザとも表記される。

## 創作活動における肩書
本・雑誌などの出版業でこの語を用いる場合は、監督者、監修者の意となる。
テレビ番組制作スタッフの肩書の一つとしても使用される。漢語で監修と表示される肩書と同じ役割であり、ディレクターとは異なる視点から番組制作に関わる意見やアドバイスを与えたり、放送前の素材の内容をチェックしたりする者のことを指す。

## サービス業における肩書
飲食店等、サービス業におけるスーパーバイザー（SV）とは一般的に、本部に籍を置きながら複数の店舗を巡回して管理・監督し、店長あるいはオーナーといった現場の責任者または運営者を本部の方針にのっとりながら指導・教育して成果を上げさせる管理職のことである。
スーパーバイザー（SV）となるのは通常、店長としてめざましい成績をあげた者であり、チェーンによっては「エリアマネージャー」などといった呼称を用いることもある。

### 小売業
小売業で、消費動向から流行を読み取り、それに適した商品を仕入れる担当者としてこの肩書が使われる。
コンビニエンスストアでスーパーバイザーは、コンビニエンスストアチェーン本部に所属し、各店舗を指導・監督する者のことである。店舗と本部の橋渡しを行う役割であり、各店舗のPOS端末から集められたデータを本部で集計し、集計情報や本部のノウハウを基に店舗の改善提案・経営数値指導・発注指導も行う。なお、肩書の呼称はチェーンによって異なる。

### コールセンター
コールセンターにおいては、現場管理者を指す。実際に電話受発信業務に就くオペレーターを管理する立場である。センターの規模にもよるが、オペレーター十数人に1人の割合で配置されることが多い。
主な業務は以下の通り。
- 業務進捗管理（受信業務では応答率、発信業務では完了率・獲得率などの数値を目標値に近づける）
- オペレーターの労務管理
- 業務委託元企業の担当者との折衝*
- クレーム処理。

オペレーターと電話で話す者がオペレーターの上司を要求した場合、この肩書を持つスタッフが対応することが多い。“管理者”という名ではあるが、実際には決裁権限や決定権は持っていない。
コールセンター専業の会社（以下、専業会社）においては、専業会社の社員がスーパーバイザーを務めるのが一般的であるが、専業会社に電話業務を委託した企業の社員が務めることもある。
一般にオペレーターの経験を十分に積んだスタッフが昇格しスーパーバイザーとなる。ただし、専業会社では初めからスーパーバイザー職として採用される者もいる。
近年では、派遣会社から派遣されるスーパーバイザーも多く「品質向上」「環境改善」「運営管理」など多岐に渡り、それぞれの経験者を求める企業も多くある。
コールセンターによって「SV」という役職の定義はさまざまで、クレーム対応だけするSV、エスカレーション（オペレータでは判断出来ない質問や対応方針）だけ受けるSVも存在する。
専業業者などで初めからスーパーバイザー職になった人材に多い傾向でもある。
コールセンターの運営方針にもよるが、顧客とオペレータの中間に立てる人材が望ましいという企業もある。

### メディア業界
テレビ・映画・漫画などのメディア業界では、スーパーバイザーには監修者としての役割が求められる。自分の専門ジャンルに合わせて作品を担当し、演出や内容のチェックやアドバイスを行うのが役割である。その他、書籍や音楽作品の制作現場でもスーパーバイザーが付く場合もある。

## コンピュータ用語としてのスーパーバイザー
コンピュータで、アプリケーションプログラムの実行を管理するプログラム、すなわちオペレーティングシステム（特にカーネル）を指す語である。
あるプログラムがカーネルの機能を呼び出すことをスーパーバイザーコールと呼ぶ。システムコールともいう。